# Прісновка (Жамбильський район)
Прісно́вка (каз. Пресновка) — село, центр Жамбильського району Північноказахстанської області Казахстану. Адміністративний центр Прісновського сільського округу.
Населення — 6118 осіб (2021; 5725 у 2009, 6585 у 1999, 8832 у 1989).
Національний склад станом на 1989 рік:
- росіяни — 61 %.